# Vuelta al Táchira 2009
La 44ª edición de la Vuelta al Táchira se disputó desde el 06 hasta el 17 de enero de 2009.
Perteneció al UCI America Tour 2008-2009, siendo la octava competición del calendario ciclista internacional americano. El recorrido contó con 12 etapas y 1396 km, transitando por los estados Lara, Portuguesa, Barinas, Mérida y Táchira.
El ganador fue el venezolano Rónald González del equipo Lotería del Táchira, quien fue escoltado en el podio por Tomás Gil y Jonathan Monsalve.
Las clasificaciones secundarias fueron; Jonathan Monsalve ganó la clasificación por puntos, Manuel Medina la montaña, el sprints para Víctor Moreno, el sub-23 para Jonathan Monsalve y la clasificación por equipos la ganó Lotería del Táchira.

## Equipos participantes
Participaron 16 equipos conformados por entre 6 y 8 corredores, de los cuales diez fueron venezolanos y seis extranjeros con equipos de Italia, Bulgaria, México, Argentina, Eslovaquia y Países Bajos. Iniciaron la carrera 121 ciclistas de los que finalizaron 64.
| - Lotería del Táchira - Kino Táchira - Gobernación del Zulia - Gobernación de Carabobo - Fundadeportes - Alcaldía de San Cristóbal - Sumiglov - Gobernación de Mérida - Alcaldía de Maracaibo - Alcaldía de Libertad - Alcaldía de Independencia - Fundaciclismo Trujillo - Hussein Sports - Gobernación de Barinas | - Mastromarco Sensi - Heraklion-Nessebar - Arenas - Tlaxcala - Acme Coach - Selección Nacional de Eslovaquia - Selección Nacional de Países Bajos |

## Etapas
| Etapa | Fecha       | Recorrido                              | Km    | Ganador           | Líder             |
| 1.ª   | 6 de enero  | Circuito en El Tocuyo                  | 110   | Miguel Ubeto      | Miguel Ubeto      |
| 2.ª   | 7 de enero  | El Tocuyo - Acarigua                   | 140,3 | Arthur García     | Miguel Ubeto      |
| 3.ª   | 8 de enero  | Circuito en Barinitas                  | 105   | Jonathan Monsalve | Jonathan Monsalve |
| 4.ª   | 9 de enero  | Mérida - Tovar                         | 120   | Juan Murillo      | Franklin Chacón   |
| 5.ª   | 10 de enero | Circuito en El Vigía                   | 94    | Arthur García     | Franklin Chacón   |
| 6.ª   | 11 de enero | El Vigía - Cerro El Cristo             | 170   | Rónald González   | Rónald González   |
| 7.ª   | 12 de enero | Táriba - La Fría - El Cobre            | 138   | José Rujano       | Rónald González   |
| 8.ª   | 13 de enero | Las Mesas - San Antonio                | 143   | José Alarcón      | Rónald González   |
| 9.ª   | 14 de enero | Circuito en Rubio                      | 110,4 | Carlos Becerra    | Rónald González   |
| 10.ª  | 15 de enero | Cordero - La Fría - La Grita           | 133,6 | José Rujano       | José Alarcón      |
| 11.ª  | 16 de enero | CRI de San José de Bolívar a Queniquea | 10,3  | José Rujano       | José Alarcón      |
| 12.ª  | 17 de enero | Circuito en San Cristóbal              | 121,9 | Jonathan Monsalve | Rónald González   |

## Clasificaciones

### Clasificación general
| Posición | Ciclista          | Equipo                                  | Tiempo     |
|          | Rónald González   | Lotería del Táchira                     | 34:35:25   |
| 2.º      | Tomás Gil         | Gobernación de Carabobo - Fundadeportes | + 00:00:07 |
| 3.º      | Jonathan Monsalve | Hussein Sports - Gobernación de Barinas | + 00:00:33 |
| 4.º      | Juan Murillo      | Lotería del Táchira                     | + 00:00:35 |
| 5.º      | Edwin Becerra     | Sumiglov - Gobernación de Mérida        | + 00:00:39 |
| 6.º      | Manuel Medina     | Gobernación del Zulia                   | + 00:00:53 |
| 7.º      | José Chacón       | Lotería del Táchira                     | + 00:01:46 |
| 8.º      | José Alarcón      | Sumiglov - Gobernación de Mérida        | + 00:01:58 |
| 9.º      | José Rujano       | Gobernación del Zulia                   | + 00:02:08 |
| 10.º     | César Salazar     | Lotería del Táchira                     | + 00:02:36 |

### Clasificación por puntos
| Posición | Ciclista          | Equipo                                  | Puntos |
|          | Jonathan Monsalve | Hussein Sports - Gobernación de Barinas | 178    |
| 2°       | José Alarcón      | Sumiglov - Gobernación de Mérida        | 137    |
| 3°       | Rónald González   | Lotería del Táchira                     | 116    |

### Clasificación de la montaña
| Posición | Ciclista        | Equipo                | Puntos |
|          | Manuel Medina   | Gobernación del Zulia | 55     |
| 2°       | Rónald González | Lotería del Táchira   | 53     |
| 3°       | José Rujano     | Gobernación del Zulia | 52     |

### Clasificación de los sprints
| Posición | Ciclista      | Equipo                           | Puntos |
|          | Víctor Moreno | Alcaldía de Maracaibo            | 49     |
| 2°       | Wilmen Bravo  | Sumiglov - Gobernación de Mérida | 34     |
| 3°       | Arthur García | Lotería del Táchira              | 32     |

### Clasificación sub-23
| Posición | Ciclista          | Equipo                                  | Tiempo     |
|          | Jonathan Monsalve | Hussein Sports - Gobernación de Barinas | 34:35:58   |
| 2°       | José Alarcón      | Sumiglov - Gobernación de Mérida        | + 00:01:25 |
| 3°       | Álvaro Torres     | Gobernación de Carabobo - Fundadeportes | + 00:25:12 |

### Clasificación por equipos
| Posición | Equipo                                  | Tiempo     |
|          | Lotería del Táchira                     | 103:47:43  |
| 2°       | Gobernación del Zulia                   | + 00:07:37 |
| 3°       | Gobernación de Carabobo - Fundadeportes | + 00:35:30 |